# Баглаївська сільська рада
Баглаї́вська сільська́ ра́да — адміністративно-територіальна одиниця та орган місцевого самоврядування у Старокостянтинівському районі Хмельницької області. Адміністративний центр — село Баглаї.

## Загальні відомості
Баглаївська сільська рада утворена в 1928 році.
- Територія ради: 57,729 км²
- Населення ради: 1 249 осіб (станом на 2001 рік)

## Населені пункти
Сільській раді були підпорядковані населені пункти:
- с. Баглаї
- с. Ємці
- с. Загірне
- с. Лажева

## Склад ради
Рада складалася з 16 депутатів та голови.
- Голова ради: Саволюк Лідія Іванівна
- Секретар ради: Мельничук Галина Іванівна

### Керівний склад попередніх скликань
| Прізвище, ім'я, по батькові | Основні відомості                                                                                  | Дата обрання | Дата звільнення |
| --------------------------- | -------------------------------------------------------------------------------------------------- | ------------ | --------------- |
| Поліщук Олександр Петрович  | Сільський голова, 1960 року народження, безпартійний                                               | 26.03.2006   | 31.10.2010      |
| Саволюк Лідія Іванівна      | Сільський голова, 1970 року народження, освіта вища, член Всеукраїнського об'єднання «Батьківщина» | 31.10.2010   |                 |

Примітка: таблиця складена за даними сайту Верховної Ради України

### Депутати
За результатами місцевих виборів 2010 року депутатами ради стали:

#### За суб'єктами висування
| Суб'єкт висування                                       | Кількість обраних депутатів | %    |
| ------------------------------------------------------- | --------------------------- | ---- |
| Самовисування                                           | 11                          | 68,8 |
| Народна партія                                          | 2                           | 12,5 |
| Комуністична партія України                             | 1                           | 6,3  |
| Партія регіонів                                         | 1                           | 6,3  |
| Політична партія Всеукраїнське об'єднання «Батьківщина» | 1                           | 6,3  |

#### За округами
| № округу                                                | Прізвище, ім'я, по батькові   | Дата визнання обраним | Освіта             | Партійна приналежність                        | Відомості про обраного депутата                       |
| ------------------------------------------------------- | ----------------------------- | --------------------- | ------------------ | --------------------------------------------- | ----------------------------------------------------- |
| Комуністична партія України                             |                               |                       |                    |                                               |                                                       |
| 13                                                      | Черватюк Ганна Олександрівна  | 05.11.2010            | середня спеціальна | позапартійна                                  | Баглайська сільська рада, секретар                    |
| Народна Партія                                          |                               |                       |                    |                                               |                                                       |
| 2                                                       | Грибинюк Ганна Олександрівна  | 05.11.2010            | середня            | член Народної партії                          | СТОВ «ІнтерСлуч», різноробоча                         |
| 16                                                      | Чорний Василь Миколайович     | 05.11.2010            | середня            | член Народної партії                          | СТОВ «ІнтерСлуч», різноробочий                        |
| Партія регіонів                                         |                               |                       |                    |                                               |                                                       |
| 5                                                       | Грига Надія Миколаївна        | 05.11.2010            | середня спеціальна | член Партії регіонів                          | тимчасово не працює                                   |
| Політична партія Всеукраїнське об'єднання «Батьківщина» |                               |                       |                    |                                               |                                                       |
| 3                                                       | Гаврилюк Галина Володимирівна | 05.11.2010            | середня            | член Всеукраїнського об'єднання «Батьківщина» | тимчасово не працює                                   |
| Самовисування                                           |                               |                       |                    |                                               |                                                       |
| 1                                                       | Бурима Галина Іванівна        | 05.11.2010            | середня            | позапартійна                                  | Дослідне господарство «Пасічна», різноробоча          |
| 4                                                       | Гуменюк Людмила Володимирівна | 05.11.2010            | вища               | позапартійна                                  | Лажівська загальноосвітня школа I-III ст., вчитель    |
| 6                                                       | Канарик Василь Михайлович     | 05.11.2010            | середня            | позапартійний                                 | Старокостянтинівський молокозавод, приймальник молока |
| 7                                                       | Левандовська Ніна Петрівна    | 05.11.2010            | вища               | позапартійна                                  | Баглаївська загальноосвітня школа, вчитель            |
| 8                                                       | Олясюк Сергій Іванович        | 05.11.2010            | середня            | позапартійний                                 | тимчасово не працює                                   |
| 9                                                       | Мельничук Галина Іванівна     | 05.11.2010            | середня спеціальна | позапартійна                                  | Баглаївська загальноосвітня школа, технічка           |
| 10                                                      | Проказюк Олена Володимирівна  | 05.11.2010            | середня            | позапартійна                                  | тимчасово не працює                                   |
| 11                                                      | Проказюк Іван Васильович      | 05.11.2010            | середня            | позапартійний                                 | Дослідне господарство с. Пасічне, різноробочий        |
| 12                                                      | Страхун Зоя Степанівна        | 05.11.2010            | середня            | позапартійна                                  | магазин, продавець                                    |
| 14                                                      | Чорна Оксана Олександрівна    | 05.11.2010            | середня            | член Всеукраїнського об'єднання «Батьківщина» | магазин, продавець                                    |
| 15                                                      | Черватюк Валерій Миколайович  | 05.11.2010            | середня            | член Всеукраїнського об'єднання «Батьківщина» | тимчасово не працює                                   |